# Momentary Lily
Momentary Lily (もめんたりー・リリィ Momentari Riryi?) es una serie de televisión de anime original producida por Shochiku y animada por GoHands.

## Sinopsis
Los invasores robóticos han acabado con toda la vida, pero una chica solitaria llamada Renge Kasumi lucha por sobrevivir usando sus poderes recién descubiertos. Sin recuerdos de su vida anterior, deambula por la ciudad hasta que conoce a otras cinco chicas, cada una con sus habilidades únicas. Juntas, aprovechan al máximo sus vidas, cocinando comidas deliciosas entre sus encuentros de batalla con monstruosas mecánicas. Mientras cocinan comidas deliciosas y descubren los secretos de sus poderes y su pasado, encuentran fuerza en su amistad.

## Personajes
Yuri Kawazu (河津ゆり Kawazu Yuri?)
 Seiyū: Natsuko Abe
Erika Kōdaiji (高台寺えりか Kōdaiji Erika?)
 Seiyū: Tsugumi Sakuragi
Hinageshi Usuzumi (薄墨ひなげし Usuzumi Hinageshi?)
 Seiyū: Shion Wakayama
Renge Kasumi (霞れんげ Kasumi Renge?)
 Seiyū: Manatsu Murakami
Sazanka Yoshino (吉野さざんか Yoshino Sazanka?)
 Seiyū: Misaki Kuno
Ayame Sakuya (咲耶あやめ Sakuya Ayame?)
 Seiyū: Miyuri Shimabukuro

## Producción y lanzamiento
Momentary Lily fue animada por GoHands. Está dirigida por Susumu Kudo y Katsumasa Yokomine y escrita por Tamazō Yanagi, con Shingo Suzuki como director en jefe y diseñador de personajes y Ryosuke Kojima componiendo la música. La serie se emitió el 2 de enero a 27 de marzo de 2025 en Tokyo MX y otros canales. El tema de apertura es "Oishii Survivor" (Delicious Survivor) interpretado por Hanabie., mientras que el tema final es "Real" interpretado por miwa. Crunchyroll obtuvo la licencia de la serie fuera de Asia, y algunos países de Europa de habla alemana, italiana y rusa. Muse Communication obtuvo la licencia de la serie en el sur y sudeste de Asia.